# Хајланд (Арканзас)
Хајланд (енгл. Highland) град је у америчкој савезној држави Арканзас.

## Демографија
По попису из 2010. године број становника је 1.045, што је 59 (6,0%) становника више него 2000. године.
| Група             | 2000.       | 2010.       |
| Белци             | 954 (96,8%) | 986 (94,4%) |
| Афроамериканци    | 0 (0,0%)    | 1 (0,1%)    |
| Азијати           | 2 (0,2%)    | 0 (0,0%)    |
| Хиспаноамериканци | 14 (1,4%)   | 35 (3,3%)   |
| Укупно            | 986         | 1.045       |